# 金东圣
金东圣（谚文：김동성，朝鲜汉字：金東聖，1980年2月9日—），是韩国的男子短道速滑运动员。他是1997年和2002年两届世界短道速滑锦标赛全能冠军。

## 职业生涯
1998年长野冬奥会中，金东圣获得1000米金牌和5000米接力银牌。2002年盐湖城冬奥会中，他在1500米比赛中第一个冲过终点线，但是被裁判以阻挡阿波罗·大野滑行为由判犯规取消比赛成绩。
一个月之后，金东圣创纪录的获得了2002年世界锦标赛全部6枚金牌。不久他即退役。

## 资料来源
- 奥林匹克数据库(英文)
- 金东圣-国际滑冰联盟（ISU）